# Let (militar)
Letus (llatí: Laetus) fou un dels lloctinents de Septimi Sever. Va acompanyar, juntament amb Sexti Laterà, l'emperador en la seva campanya contra els àrabs i els parts el 195. Més tard, el 198, va obtenir gran prestigi per la seva valenta defensa de Nísibis contra un sobtat atac del rei Vologès V de Pàrtia. Tot i el seu prestigi i els serveis a l'emperador aquest el va fer matar un temps després per la desconfiança que li inspirava atesa la seva popularitat entre els soldats.